# Walerij Tokariew
Walerij Iwanowicz Tokariew, ros. Валерий Иванович Токарев (ur. 29 października 1952 w wojskowym miasteczku na terenie poligonu Kapustin Jar w obwodzie astrachańskim, ZSRR) – kosmonauta rosyjski w stopniu pułkownika, wojskowy pilot doświadczalny 1. klasy.

## Wykształcenie i służba wojskowa
- 1969 – ukończył szkołę średnią w Rostowie (obwód jarosławski) i wstąpił do armii.
- 1969-1973 – słuchacz Wojskowej Wyższej Szkoły Lotniczej w Stawropolu.
- 1973-1981 – służba w pułku lotnictwa myśliwskiego, od 1980 jako zastępca dowódcy eskadry lotniczej w obwodzie orenburskim.
- 18 listopada 1981 – 29 lipca 1982 – z wyróżnieniem zakończył kurs w 267 Centrum Przygotowań Pilotów Doświadczalnych (ЦПЛИ) w Achtubinsku, otrzymując kwalifikacje pilota doświadczalnego.
- od marca 1982 – pilot doświadczalny filii Państwowego Instytutu Naukowo-Badawczego Sił Powietrznych (ГКНИИ ВВС) na Krymie.

Testował samoloty i śmigłowce 46 typów, w tym samoloty pokładowe, m.in. Su-27K, MiG-29K, Jak-38M, Su-25UTG i Su-24M. Posiada kwalifikacje pilota wojskowego 1 klasy oraz pilota doświadczalnego 1 klasy.
- Od października 1986 był zastępcą dowódcy eskadry i starszym pilotem doświadczalnym w tej samej jednostce.
- 1989-1993 – w systemie zaocznym studiował w Akademii Sił Powietrznych im. J.A. Gagarina w Monino.
- 1996-1997 – zaoczne studia na Akademii Gospodarki Narodowej przy Rządzie Federacji Rosyjskiej.

## Kariera kosmonauty
- Koniec 1987 – Tokariew przeszedł badania medyczne i trafił do oddziału kosmonautów, którzy przygotowywali się do lotów na pokładzie statku wielokrotnego użytku Buran.
- maj 1989 – kwiecień 1991 – w Centrum Wyszkolenia Kosmonautów im. J. Gagarina przeszedł ogólne przygotowanie do lotów kosmicznych w składzie grupy pilotów doświadczalnych Państwowego Instytutu Naukowo-Badawczego Lotnictwa Wojskowego (GKNII WWS – ГКНИИ ВВС), która była nazywana również grupą test – pilotów. Po jego zakończeniu kontynuował pracę w krymskiej filii tego instytutu.
- 15 stycznia 1991 rozkazem Ministerstwa Obrony Federacji Rosyjskiej (МО РФ) otrzymał kwalifikacje kosmonauty – badacza, starszego pilota doświadczalnego grupy kosmonautów GKNII WWS.
- Luty 1992 – po rozpadzie ZSRR i przejściu oddziału Państwowego Instytutu Naukowo-Badawczego Lotnictwa Wojskowego, który znajdował się na Krymie, pod jurysdykcję Ukrainy, odmówił złożenia przysięgi Ukrainie, w związku z czym zwolniono go ze stanowisk związanych z lataniem i etatu.
- 1992-1993 służył jako starszy pilot doświadczalny Państwowego Instytutu Naukowo-Badawczego Lotnictwa Wojskowego (GKNII WWS), w Achtubinsku.
- 30 stycznia 1993 – 30 września 1996 był w 4 grupie kosmonautów badaczy.
- Styczeń 1994 – zastąpił Aleksieja Borodaja na stanowisku dowódcy grupy kosmonautów Państwowego Instytutu Naukowo-Badawczego Lotnictwa Wojskowego (GKNII WWS).
- 30 września 1996 – rozkazem Sztabu Głównego №123/3/0716 rozformowano grupę Państwowego Instytutu Naukowo-Badawczego Lotnictwa Wojskowego (GKNII WWS).
- 28 lipca 1997 – przyjęty do oddziału kosmonautów (WWS-13) Centrum Wyszkolenia Kosmonautów im. J. Gagarina i tego samego dnia otrzymał nominację na dowódcę załogi rezerwowej drugiej wyprawy na Międzynarodową Stację Kosmiczną (ISS-2) oraz dowódcę czwartej załogi podstawowej (ISS-4).
- 20 października 1997 – przeformowano załogi Międzynarodowej Stacji Kosmicznej.
- grudzień 1998 – wspólna komisja (RAK (РКА) i NASA) planująca loty załogowe na ISS wyznaczyła Tokariewa do składu załogi misji STS-96. Zastąpił on Jurija Malenczenkę.
- styczeń – maj 1999 – trenuje w składzie załogi STS-96 w Centrum Lotów Kosmicznych imienia Lyndona B. Johnsona.
- 27 maja – 6 czerwca 1999 udział w misji STS-96.
- Od 3 września 1999 trenuje w charakterze dowódcy drugiej załogi statku kosmicznego „Sojuz TMA-1”, pierwszej rosyjskiej misji w ramach programu „Sojuz-taxi”. Początkowo z Siergiejem Riewinem, a od września 2000 z Konstantinem Koziejewem. W styczniu 2001 Tokariewa zastąpił Wiktor Afanasjew.
- 2001 – rozpoczyna przygotowania w składzie podstawowej załogi ISS-8 jako inżynier pokładowy i równocześnie dowódca statku kosmicznego Sojuz TMA wspólnie z amerykańskimi astronautami: Michaelem Foale’em i Williamem McArthurem.
- luty 2003 – po katastrofie promu Columbii i zawieszeniu lotów wahadłowców załogi Międzynarodowej Stacji Kosmicznej ponownie zostały przeformowane z uwagi na konieczność zmniejszenia ich liczebności do 2 astronautów. Wspólna komisja planująca loty załogowe na ISS zatwierdziła Tokariewa jako dowódcę statku Sojuz TMA oraz inżyniera pokładowego ISS załóg: rezerwowej – w misji ISS-8 – z Williamem McArthurem oraz Sojuza TMA-3 i podstawowej Sojuza TMA-4 lotu ISS-9 (do stycznia 2004).
- 3 listopada 2003 – do składu załogi w charakterze inżyniera pokładowego-2 statku Sojuz TMA-4 włączono holenderskiego astronautę André Kuipersa, który miał odbyć lot krótkotrwały w ramach programu Sojuz-Taxi.
- styczeń 2004 – ze składu załogi, decyzją rosyjskich lekarzy, wyłączono Williama McArthura, a w jego miejsce dokooptowany został 13 stycznia 2004 astronauta Leroy Chiao.
- 28 stycznia 2004 postanowiono, że Tokariew zostanie wyłączony z tej załogi. Razem z Williamem McArthurem został mianowany do załogi rezerwowej misji ISS-10 oraz podstawowej ISS-12.

## Loty kosmiczne
- STS-96 Discovery; ISS 2A.1

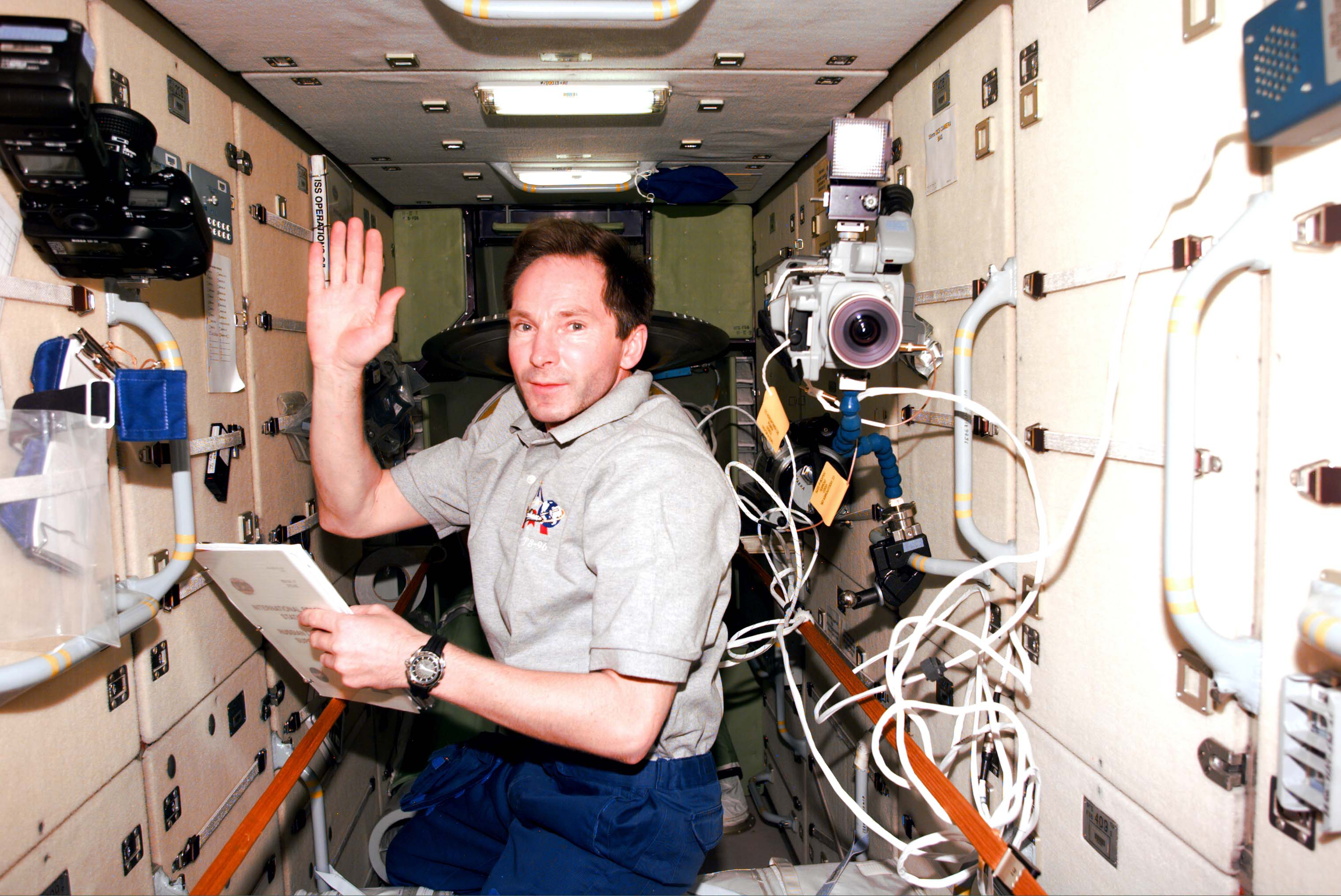
Walerij Tokariew na pokładzie Międzynarodowej Stacji Kosmicznej

Swój pierwszy lot kosmiczny odbył w dniach od 27 maja do 6 czerwca 1999 r. jako specjalista misji na pokładzie amerykańskiego wahadłowca Discovery podczas wyprawy STS-96. Lot ten w ramach programu budowy Międzynarodowej Stacji Kosmicznej miał oznaczenie 2A.1. Razem z nim uczestniczyli w nim amerykańscy astronauci: Kent Rominger, Rick Husband, Tamara Jernigan, Ellen Ochoa, Daniel Barry oraz kanadyjka Julie Payette. Tokariew był drugim kosmonautą rosyjskim, jaki znalazł się na pokładzie ISS. Załoga, po połączeniu się promu kosmicznego ze stacją, przeniosła na jej pokład ponad 2 tony wyposażenia dla przyszłej pierwszej stałej załogi. Usunęła ponadto pewne niewielkie usterki, jakie pojawiły się na ISS oraz podniosła jej orbitę. Podczas misji wypuszczono pasywnego satelitę zbudowanego przez studentów „Starshine”. W czasie blisko 10-dniowej wyprawy astronauci 153 razy okrążyli Ziemię przebywając w sumie 6 437 376 kilometrów. Lądowanie odbyło się w nocy na Przylądku Canaveral.
- Sojuz TMA 7; (ISS 12)

1 października 2005 o godzinie 3.55 (UTC) z kosmodromu Bajkonur wystartował w kosmos na pokładzie statku Sojuz TMA-7. Razem z nim polecieli: William McArthur i trzeci „kosmiczny turysta” Gregory Olsen.

## Odznaczenia
- Medal Złota Gwiazda Bohatera Federacji Rosyjskiej (2000)
- Lotnik-Kosmonauta Federacji Rosyjskiej
- Order „Za zasługi dla Ojczyzny” IV klasy (2006)
- Order „Za służbę Ojczyźnie w Siłach Zbrojnych ZSRR” III stopnia (1978)
- Medal „Za zasługi w podboju kosmosu” (2011, Rosja)[1]
- Medal za Lot Kosmiczny (NASA Space Flight Medal, 1999)
- Universal Astronaut Insignia za lot orbitalny (nr 388) – Stowarzyszenie Uczestników Lotów Kosmicznych (Association of Space Explorers(inne języki))[2]

## Wykaz lotów
| Loty kosmiczne, w których uczestniczył Walerij I. Tokariew               | Loty kosmiczne, w których uczestniczył Walerij I. Tokariew | Loty kosmiczne, w których uczestniczył Walerij I. Tokariew | Loty kosmiczne, w których uczestniczył Walerij I. Tokariew | Loty kosmiczne, w których uczestniczył Walerij I. Tokariew | Loty kosmiczne, w których uczestniczył Walerij I. Tokariew | Loty kosmiczne, w których uczestniczył Walerij I. Tokariew |
| №                                                                        | Data startu                                                | Statek kosmiczny                                           | Data lądowania                                             | Statek kosmiczny                                           | Funkcja                                                    | Czas trwania                                               |
| ------------------------------------------------------------------------ | ---------------------------------------------------------- | ---------------------------------------------------------- | ---------------------------------------------------------- | ---------------------------------------------------------- | ---------------------------------------------------------- | ---------------------------------------------------------- |
| 1                                                                        | 27 maja 1999                                               | Discovery STS-96 (ISS 2A.1)                                | 6 czerwca 1999                                             | Discovery STS-96 (ISS 2A.1)                                | Specjalista misji                                          | 9 dni 19 godzin 13 minut i 1 sekunda                       |
| 2                                                                        | 1 października 2005                                        | Sojuz TMA-7 (ISS-12)                                       | 8 kwietnia 2006                                            | Sojuz TMA-7 (ISS-12)                                       | Dowódca statku Sojuz TMA-7 i inżynier pokładowy ISS-12     | 189 dni 19 godzin 52 minuty i 21 sekund                    |
| Łączny czas spędzony w kosmosie – 199 dni 15 godzin 5 minut i 22 sekundy |                                                            |                                                            |                                                            |                                                            |                                                            |                                                            |